# Yassine El Had
Yassine El Had (Casablanca, 5 marzo 1984) è un calciatore marocchino, portiere del Raja Casablanca.

## Carriera
Con il Raja Casablanca ha giocato diverse edizioni del campionato marocchino e ha preso parte ad alcune partite internazionali della CAF Champions League, partecipando anche alla Coppa del mondo per club FIFA 2013.

## Palmarès

### Competizioni nazionali
- Campionato marocchino di calcio: 1

Raja Casablanca: 2012-2013